# Lîmanka, Odesa
Lîmanka (în ucraineană Лиманка) este un sat în așezarea urbană Taiirove din raionul Odesa, regiunea Odesa, Ucraina. Anterior a purtat denumirea Mizikevîcea.

## Demografie
Componența lingvistică a localității Lîmanka
     Rusă (77,63%)
     Ucraineană (21,92%)
     Alte limbi (0,33%)
Conform recensământului din 2001, majoritatea populației localității Lîmanka era vorbitoare de rusă (77,63%), existând în minoritate și vorbitori de ucraineană (21,92%).